# Perša Liha 2009-2010
La Perša Liha 2009-2010 è stata la 19ª edizione della seconda serie del campionato ucraino di calcio. La stagione è iniziata a luglio 2009 ed è terminata il 17 giugno 2010.

## Stagione

### Novità
Al termine della passata stagione, sono salite in Vyšča Liha Zakarpattja e Obolon'. Sono retrocesse in Druha Liha Prykarpattja, Knyaža Ščaslyve e Komunalnyk Luhans'k. Sono salite dalla Druha Liha Nyva Ternopil', Arsenal Bila Cerkva e Zirka.
Dalla Prem"jer-liha 2008-2009 sono retrocessi L'viv e Charkiv.
Prima dell'inizio della stagione, l'IhroServis non si è iscritto al torneo. Al suo posto è stato ripescato il Prykarpattja.

### Formula
Le diciotto squadre si affrontano due volte, per un totale di trentaquattro giornate. Le prime due classificate vengono promosse in Prem"jer-liha.
Le ultime due classificate retrocedono in Druha Liha.

## Classifica finale
|  | Pos. | Squadra             | Pt | G  | V  | N  | P  | GF | GS | DR  |
|  | ---- | ------------------- | -- | -- | -- | -- | -- | -- | -- | --- |
|  | 1.   | Sevastopol'         | 76 | 34 | 24 | 4  | 6  | 68 | 27 | +41 |
|  | 2.   | Volyn'              | 74 | 34 | 22 | 8  | 4  | 71 | 30 | +41 |
|  | 3.   | Stal' Alčevs'k      | 65 | 34 | 19 | 8  | 7  | 55 | 35 | +20 |
|  | 4.   | L'viv               | 63 | 34 | 19 | 6  | 9  | 49 | 22 | +27 |
|  | 5.   | Oleksandrija        | 63 | 34 | 19 | 6  | 9  | 58 | 34 | +24 |
|  | 6.   | Krymteplycja        | 59 | 34 | 17 | 8  | 9  | 53 | 28 | +25 |
|  | 7.   | Naftovyk-Ukrnafta   | 57 | 34 | 17 | 6  | 11 | 45 | 37 | +8  |
|  | 8.   | Desna Černihiv      | 48 | 34 | 12 | 12 | 10 | 38 | 30 | +8  |
|  | 9.   | Arsenal Bila Cerkva | 46 | 34 | 12 | 10 | 12 | 48 | 44 | +4  |
|  | 10.  | Helios Charkiv      | 46 | 34 | 12 | 10 | 12 | 42 | 47 | -5  |
|  | 11.  | Dnister Ovidiopol'  | 44 | 34 | 12 | 8  | 14 | 44 | 47 | -3  |
|  | 12.  | Zirka (-3)          | 43 | 34 | 11 | 13 | 10 | 38 | 40 | -2  |
|  | 13.  | Dinamo-2 Kiev       | 41 | 34 | 12 | 15 | 17 | 35 | 46 | -11 |
|  | 14.  | Fenichs-Illičovets  | 37 | 34 | 10 | 7  | 17 | 39 | 52 | -13 |
|  | 15.  | Enerhetyk Burštyn   | 35 | 34 | 8  | 11 | 15 | 32 | 49 | -17 |
|  | 16.  | Prykarpattja        | 22 | 34 | 5  | 7  | 22 | 26 | 68 | -42 |
|  | 17.  | Charkiv             | 14 | 34 | 3  | 5  | 26 | 23 | 76 | -53 |
|  | 17.  | Nyva Ternopil' (-6) | 7  | 34 | 3  | 4  | 27 | 18 | 72 | -54 |

Legenda:
      Promossa in Prem"jer-liha 2010-2011
      Retrocessa in Druha Liha 2010-2011
Note:
Tre punti a vittoria, uno a pareggio, zero a sconfitta.